# Hőveszteség
A hőveszteség az a jelenség, amikor két, eltérő hőmérsékletű közeg (például egy lakás fűtött légtere, illetve a külső levegő) hőt cserél. Az őket elválasztó (szigetelő) anyag hőszigetelő képessége ezen átáramló hő mennyiségét befolyásolja: minél jobb hőszigetelő képességekkel rendelkezik, annál kevesebb lesz a magasabb hőmérsékletű közeg felől az alacsonyabb felé eltávozó energia, vagyis annál kisebb lesz a hőátbocsátási tényező, a hőveszteség.

## Jelölése, mértékegysége
A hőveszteség mértékegysége: W/K. A felület nagyságát (m²) és a hőátbocsátási tényező (U, korábban k) értékét ({\displaystyle {\tfrac {W}{m^{2}K}}}) összeszorozva kapjuk meg.
Azt mutatja meg, hogy a szigetelő közeg egy négyzetméterén, egységnyi idő alatt mennyi hőenergia távozik, ha a külső és a belső oldal hőmérséklete között egy Kelvin a különbség. Például ha {\displaystyle U=1{\tfrac {W}{m^{2}K}}}, akkor az azt jelenti, hogy a két különböző hőmérsékletű közeget elválasztó szigetelőfelület minden egyes négyzetméterén másodpercenként 1 joule hő távozik (értelemszerűen a hidegebb közeg felé), amennyiben a két közeg hőmérsékletének a különbsége 1 kelvin.
A hőveszteség mértéke egyenesen arányos tehát a szigetelőfelület méretével, és a külső és belső hőmérséklet közötti különbséggel.

## Hőveszteség az építőiparban
Egy épület jellemzően kétféleképpen veszít hőt, az épületszerkezeteken keresztül, illetve légcserével (szellőztetés és filtráció). A szerkezeten át történő  hőveszteség kétféle lehet: megkülönböztetünk egydimenziós hőátbocsátást, és többdimenziós hőáramot.

### Egydimenziós hőátbocsátás
Egy homogén felület jellemzője. Nevét onnan kapta, hogy a hőáram az egész felületen egyirányú, a felületre merőleges. Számítása:
Q=qA (W)
ahol q a hőáram, A a felület.
Hőáram:

q=U(ti-te) (W/m²)
ahol U a hőátbocsátási tényező, ti a belső, te pedig a külső hőmérséklet.
Megj: Nem összetévesztendő a szintén q-val jelölt fajlagos hőveszteségtényezővel [W/m³K)]
Fajlagos hőátbocsátási tényező:

U=1/(1/hi+Σ(d/λ)+1/he) (W/m²K)
ahol:
hi és he a belső, illetve külső oldali hőátadási tényező (korábbi jelölése αi és αe)
d az adott szerkezeti réteg vastagsága
λ a szerkezeti réteg anyagra jellemző hővezetési tényezője

### Többdimenziós hőáramlás (hőhíd)
Nem meglepő, hogy a modern építészeti technológiák egyik legfontosabb szempontja az energiatakarékosság. Ennek az egyik - jó értelemben vett - szélsőséges formája a passzívház, ahol a mindennapi élethez szükséges hőenergiát szinte teljes mértékben megújuló forrásból nyerik - mindez azonban kevés volna megfelelő hőszigetelés nélkül. Ez igaz természetesen a hagyományos technológiákkal épült házakra is, hiszen függetlenül attól, hogyan nyerjük, a hőenergiát minél kevesebb veszteséggel kell benn tartanunk. Ezt a hőveszteséget pedig minél jobb szigeteléssel tudjuk csökkenteni. Ha a szellőztetést nem számoljuk, egy hagyományos családi házban a legjelentősebb hőveszteség a falakon (30%) keletkezik.
Vegyünk például egy hagyományos, 30 cm-es porotherm téglából épült házat. Szigetelés nélküli hővesztesége 0,59 W/m2K, míg ugyanezt a falat kívülről 10 cm vastag polisztirol lapokkal (EPS, dryvit) szigetelve a hőveszteséget kevesebb, mint a felére csökkenthetjük: 0,24 W/m2K.
Ha ezeket az értékeket vesszük alapul, egy egyszerű, 12*12 méter alapterületű ház külső falfelülete (az ablakokat nem számítva) kb. 120 m2. Ezt hűti a külső levegő. Egy hidegebb téli napon a külső és belső hőmérséklet közti különbség elérheti a folyamatos 20 °C-ot. Külső szigetelés nélkül egy négyzetméternél tudjuk, hogy 0,59 watt energiát veszítünk folyamatosan. Habár jellemzően gázzal fűtünk, az egyszerűség kedvéért számoljunk kilowattban: 0,59/1000 kilowattot, egy óra alatt 0,00059kWh-t veszítünk. Ezt beszorozva a 20 °C-kal, illetve a 120 négyzetméterrel, ez óránként 1,4 kWh-t jelent, ami 2008-as árakon kb. 50 Ft, vagyis hidegebb napokon külső szigetelés nélkül naponta átlagosan 1000 forintot költünk az utca fűtésére. 10 cm-es külső szigetelőanyag felhelyezésével ezt az összeget 400 Ft, míg pld. 14 cm-es vastagság esetén 300 Ft alá tudjuk szorítani.

## Lásd még
- Hővezetés